# Albany (Californië)
Albany is een stad in Alameda County in Californië in de VS.

## Geschiedenis
In 1908 protesteerden enkele huisvrouwen tegen het dumpen van afval van Berkeley in hun buurt. Gewapend trokken ze ten strijde en confronteerden ze enkele chauffeurs van de vuilniswagens met hun verhaal. Ze verplichtten deze om terug te keren. De chauffeurs gehoorzaamden en keerden terug met het afval. Kort daarna werd beslist dat deze buurt een onafhankelijk plaatsje werd. Oorspronkelijk werd het City of Ocean View genoemd, maar later werd deze naam veranderd naar Albany, ter nagedachtenis van de geboorteplaats van de eerste burgemeester van Albany, Frank Roberts.

## Geografie
Het heeft een totale oppervlakte van 14,16 km² (5,5 mijl²) waarvan 4,64 km² (1,8 mijl²) land is en 9,52 km² (3,7 mijl²) of (67,28%) water is.

## Demografie
Volgens de census van 2000 bedroeg de bevolkingsdichtheid 3734,7/km² (9665,4/mijl²) en bedroeg het totale bevolkingsaantal 16.444 welke bestond uit :
- 61,29% blanken
- 4,10% zwarten of Afrikaanse Amerikanen
- 0,39% inheemse Amerikanen
- 25,09% Aziaten
- 0,13% mensen afkomstig van eilanden in de Grote Oceaan
- 3,17% andere
- 5,83% twee of meer rassen
- 7,98% Spaans of Latino

Er waren 7011 gezinnen en 4269 in Albany. De gemiddelde gezinsgrootte bedroeg 2,34.

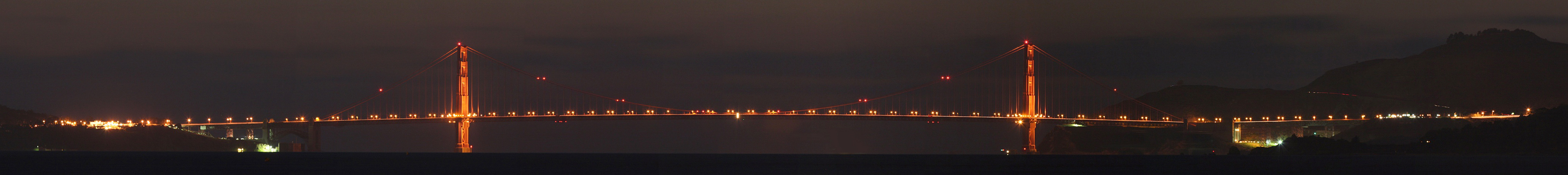
Zicht op de Golden Gate Bridge vanuit Albany

## Plaatsen in de nabije omgeving
De onderstaande figuur toont nabijgelegen plaatsen in een straal van 8 km rond Albany.

## Geboren
- Walter De Maria (1935-2013), kunstenaar
- T.J. Cloutier (1939), pokerspeler